# یوناتان بندتی
یوناتان بندتی (انگلیسی: Jonatan Benedetti؛ زادهٔ ۲۶ مارس ۱۹۹۷) بازیکن فوتبال اهل آرژانتین است.